# ماريو بارتي 5
ماريو بارتي 5 (بالإنجليزية: Mario Party 5)‏ (باليابانية: マリオパーティ5) ، هي لعبة فيديو إلكترونية من نوع احتفال، أنتجها شركة هادسن سوفت اليابانية ونشرها شركة نينتندو سنة 2003م، وتعمل حصراً لنظام نينتندو 64.